# Liste des partis politiques en Israël
Cet article relate les principaux partis politiques israéliens passés et présents.

## Partis actuels
| Partis ou coalitions | Partis ou coalitions        | Positionnnement                                                     | Idéologie | Dirigeants          | Notes |
| -------------------- | --------------------------- | ------------------------------------------------------------------- | --- | ------------------- | --- |
|                      | Likoud                      | Droite                                                              | Sionisme, national-libéralisme, national-conservatisme, conservatisme                                               | Benyamin Netanyahou | Le Likoud est fondé en 1973, succède au Gahal (1965-1973), qui regroupe le Hérout, issu du sionisme révisionniste et du Parti libéral, issu du sionisme général. |
|                      | Yesh Atid                   | Centre                                                              | Sionisme, libéralisme, libéralisme économique, sécularisme                                                          | Yaïr Lapid          | |
|                      | Parti sioniste religieux    | Extrême droite                                                      | Ultranationalisme, Sionisme religieux, conservatisme religieux, conservatisme social,suprémacisme, pro-Grand Israël | Bezalel Smotrich    | En coalition avec Otzma Yehudit (issu de la fusion du Front national juif et de Hatikva) et Noam.                                                                |
|                      | Parti de l'unité nationale  | Centre droit                                                        | Sionisme, libéralisme, national-libéralisme, libéralisme économique                                                 | Benny Gantz         | |
|                      | Shas                        | Extrême droite                                                      | Défense des ultraorthodoxes séfarades Conservatisme religieux Conservatisme sociétal                                | Aryé Dery           | |
|                      | Judaïsme unifié de la Torah | Extrême droite                                                      | Droite Défense des ultraorthodoxes ashkénazes, Conservatisme religieux Conservatisme sociétal                       | Yitzhak Goldknopf   | Coalition entre l'Agoudat Israel et le Degel HaTorah. |
|                      | Israel Beytenou             | Centre droit                                                        | National-conservatisme, sionisme révisionniste, libéralisme économique, sécularisme                                 | Avigdor Liberman    | |
|                      | Parti travailliste          | Centre-gauche                                                       | Socialisme, sionisme travailliste, pro-solution à deux États                                                        | Merav Michaeli      | Le parti travailliste a été fondé en 1968 par la fusion du Mapaï et de l'Akhdut HaAvoda.                                                                         |
|                      | Liste arabe unie            | Attrape-tout                                                        | Défense des arabes israéliens                                                                                       | Mansour Abbas       | |
|                      | Meretz                      | Gauche                                                              | Social-démocratie, sionisme travailliste, sécularisme, écologie politique                                           | Zehava Gal-On       | |
|                      | Hadash-Ta'al                | Attrape-tout                                                        | Ta'al : Nationalisme arabe, défense des Arabes israéliens, antisionisme                                             | Ayman Odeh          | Coalition de Hadash et du Ta'al. Hadash regroupe notamment le Maki (parti communiste).                                                                           |
| Extrême gauche       | Hadash-Ta'al                | Hadash: Marxisme-léninisme, pro-solution à deux États, non-sionisme | | Ayman Odeh          | Coalition de Hadash et du Ta'al. Hadash regroupe notamment le Maki (parti communiste).                                                                           |
|                      | Balad                       | Gauche                                                              | Nationalisme arabe, sécularisme, panarabisme, antisionisme                                                          | Sami Abu Shehadeh   | |

Partis politiques minoritaires non représentés actuellement :
- Ale Yarok
- Balad
- Front national juif
- Gesher
- HaYerukim
- Le Foyer juif. Ce parti est issu de la fusion du Parti national religieux, du Moledet et du Tkuma, ces deux derniers ayant rejoint par la suite l'Union nationale.
- Meimad
- Meretz. Issu du Mapam, du Ratz et d'une aile du Shinouï.
- Nation indivisible
- Nouvel Espoir
- Parti indépendance
- Shinouï
- Tsomet
- Yamina

## Anciens partis
Partis représentant les arabes israéliens
- Liste démocratique de Nazareth (1949-1950) ;
- Agriculture et Développement (1951-1961) ;
- Liste démocratique pour les Arabes israéliens (1951-1959) ;
- Progrès et Travail (1951-1961) ;
- Coopération et Fraternité (1959-1973) ;
- Coopération et Développement (1966-1967) ;
- Liste arabe unie (1977), issu de la fusion de Liste arabe pour les Bédouins et les Villageois (973-1977) et de Progrès et Développement (1959-1977). Disparaît en 1981 ;
- Parti démocratique arabe (Ma'an), fondé en 1988, aujourd'hui un courant de la Liste arabe unie.

Partis représentant les juifs religieux
- Hapoel Hamizrahi (fondé en 1922 en tant qu'organisation syndicale) et Mizrahi (fondé en 1901), forment en 1956 le parti national religieux ;
- Poale Agoudat Israel : fondé comme organisation syndicale associée à l'Agoudat Israel, qui l'absorbe en 1981 ;
- Kach et Kahane Chai (1971-interdit en 1994) ;
- Morasha (1984-1988) ;
- Ahi (2005-2009).

Partis de gauche
- Faction de gauche (1952-1954), scission du Mapam ;
- Faction indépendante de l'Akhdut HaAvoda (1953-1954), scission du Mapam ayant rejoint le Mapaï ;
- Matzpen (1962-1983) ;
- Rafi (1965-1968), scission du Mapaï, rejoint le parti travailliste ;
- Black Panthers, fondé en 1971 ;
- Ya'ad – Mouvement des droits civiques (1975-1976) ;
- Parti des femmes (1977) ;
- Camp de Gauche d'Israël : issu de la fusion en 1977 du Meri (1965-1973), du Moked (1973-1977), de la Faction socialiste indépendante et de membres des Black Panthers; disparaît en 1981 ;
- Maki, parti héritier des Communistes hébreux et du Parti communiste de Palestine ;
- Parti Unité (1980-1981) ;
- Liste progressiste pour la Paix (1984-1992) ;
- Troisième voie (1996-1999), scission du parti travailliste ;
- Une Nation (2005), scission du parti travailliste.

Partis libéraux et centristes
- Parti progressiste (1948-1961), issu notamment du Parti de la nouvelle alya (1942-1948) et du HaOved HaTzioni (mouvement de peuplement créé en 1936). Fusionne avec les sionistes généraux pour former le parti libéral ;
- Libéraux indépendants (1965-1984), fondé par d'anciens progressistes du parti libéral opposés à la fondation du Gahal ;
- Centre indépendant (1974-1976), faction du Likoud ;
- Mouvement démocratique pour le changement (Dash, 1976-1978), éclate en  Ya'ad (1978-1981), Mouvement démocrate (1978-1981)… ;
- Ahva (1980-1981), scission du mouvement démocrate ;
- Akhdut HaAvoda (1919-1968) ;
- Kadima (2005-2015) ;
- Koulanou (2014-2019) ;
- Hatnuah (2012-2019).

Autres partis
- Women's International Zionist Organization : organisation internationale ayant participé aux élections en 1949 ;
- Communautés séfarades et orientales (1949-1959) ;
- Liste nationale (1969-1976, puis 1981), absorbé par le Likoud ;
- Shlomtzion (1977, absorbé par le Likoud) ;
- Tehiya (1979-1992) ;
- Un Israël (1980-1981) ;
- Ometz (1981 puis 1983-1987), fondé par des anciens de la Liste nationale, rejoint le Telem, recréé puis absorbé par le Likoud ;
- Tami (1981-?, absorbé par le Likoud) ;
- Telem (1981-1983) ;
- Mouvement pour un renouveau du sionisme social (1983-1984), issu du Telem ;
- Yahad (1984) ;
- Unité pour la Paix et l'Immigration (1990-1992) ;
- Gil (1990-2015) ;
- Atid (1995-1996), scission du Yiud (1994-1996), lui-même issu du Tsomet ;
- Yamin Yisrael (1995-2009) ;
- Gesher (1996-2003) ;
- Yisrael Ba'aliyah (1996-2003) ;
- Mekhora (1999) ;
- Noy (2005) ;
- Atid Ehad (2006-2009).

Anciennes coalitions
- Front religieux uni (1949-1951) : alliance du Mizrahi, de l'Hapoel Hamizrahi, de l'Agoudat Israël du Poale Agoudat Israël, et de l'Union des Indépendants religieux ;
- Alignement, coalition de gauche des années 1960 aux années 1990 ;
- Un Israël (1999) : alliance du parti travailliste, du Meimad et du Gesher.
- Union nationale, coalition regroupant les partis suivants : Moledet, Hérout, Eretz Yisrael Shelanu, Tkuma et Hatikva
- Union sioniste (coalition du Parti travailliste israélien et de Hatnuah).